# Elnur Hüseynov
Elnur Hüseynov (Asjchabad, 7 maart 1987) is een Azerbeidzjaans zanger.

## Biografie

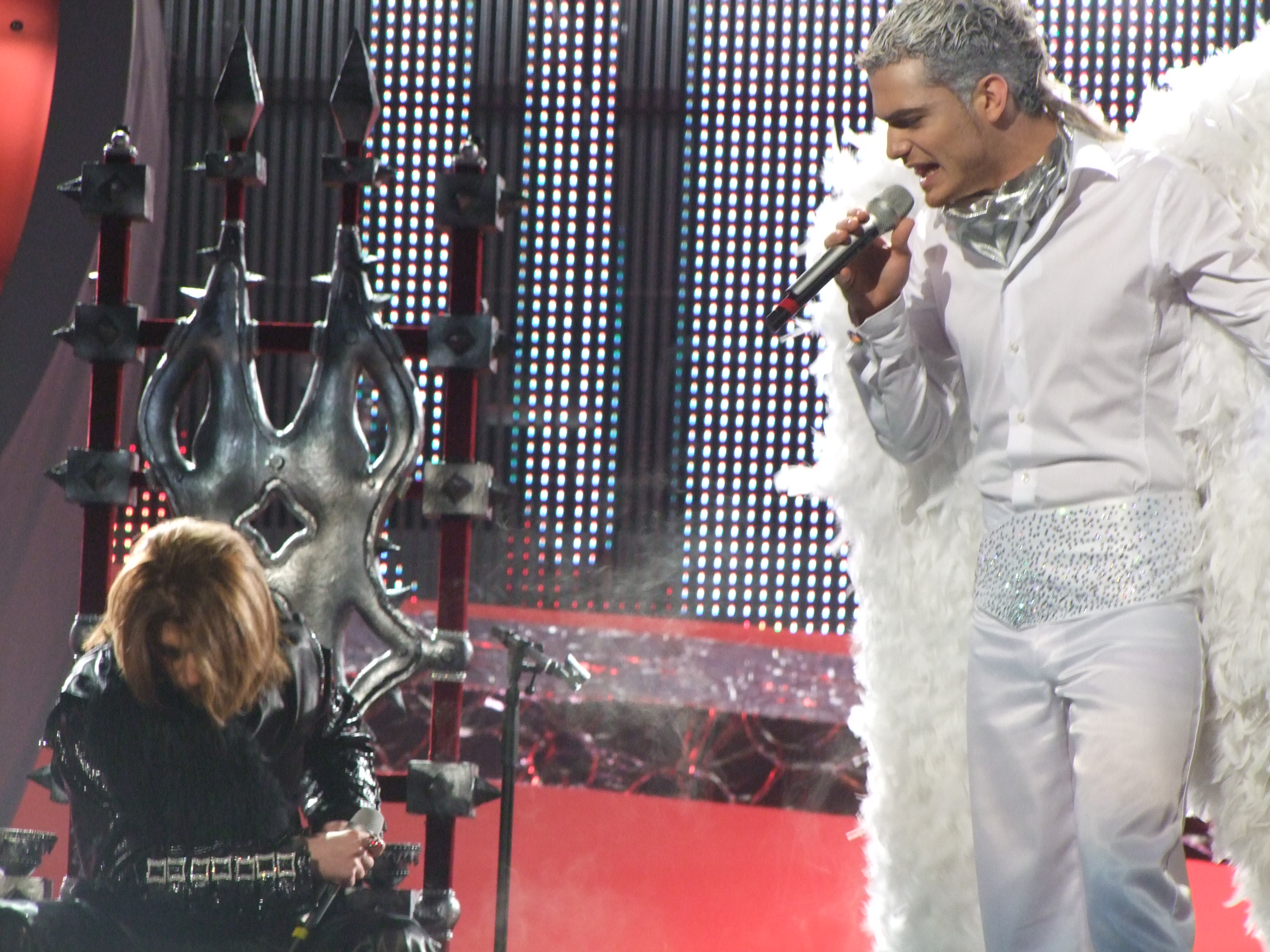
Elnur & Samir tijdens het Eurovisiesongfestival 2008

Hüseynov werd geboren in Asjchabad, in het huidige Turkmenistan (destijds onderdeel van de Sovjet-Unie), naar etnische Azerbeidzjaanse ouders. Zijn moeder is een musicus en zijn vader is een officier. Op vijfjarige leeftijd begon hij met het nemen van pianolessen. In 1999 verhuisde zijn familie naar Bakoe, Azerbeidzjan. In 2004 studeerde hij af van de Zeynallicollege.
In het voorjaar van 2008 won Elnur Hüseynov samen met Samir Cavadzadə de Azerische nationale finale voor het Eurovisiesongfestival. Hierdoor mocht het duo het Azerbeidzjaanse debuut verzorgen op het liedjesfestival, dat gehouden werd in de Servische hoofdstad Belgrado. Met het nummer Day after day wist men de finale te halen, alwaar men als achtste eindigde. In 2015 won hij het vierde seizoen van O Ses Türkiye, de Turkse versie van The Voice. Later dat jaar werd hij intern aangeduid om Azerbeidzjan wederom te vertegenwoordigen op het Eurovisiesongfestival, dat gehouden werd in de Oostenrijkse hoofdstad Wenen. Met het nummer Hour of the wolf haalde Hüseynov nogmaals de finale, waar ditmaal een twaalfde plaats behaald werd.
2008: Elnur & Samir · 
2009: AySel & Arash · 
2010: Səfurə Əlizadə · 
2011: Ell & Nikki · 
2012: Səbinə Babayeva · 
2013: Fərid Məmmədov · 
2014: Dilarə Kazımova · 
2015: Elnur Hüseynov · 
2016: Səmra Rəhimli · 
2017: Dihaj · 
2018: Aysel Məmmədova · 
2019: Chingiz · 
2021: Efendi · 
2022: Nadir Rüstəmli · 
2023: TuralTuranX · 
2024: Fahree feat. İlkin Dövlətov · 
2025: Mamagama